# One South Wacker
One South Wacker is een wolkenkrabber in Chicago, Verenigde Staten. De bouw van de kantoortoren begon in 1979 en werd in 1982 voltooid. Het gebouw staat op 1 South Wacker Drive.

## Ontwerp
One South Wacker is 167,64 meter hoog en telt 40 verdiepingen. Het is ontworpen door Murphy/Jahn, Inc. Architects en heeft een oppervlakte van 108.138 vierkante meter.
Het ontwerp van het gebouw is geïnspireerd door gotische kathedralen. Het heeft een gevel van zwart, zilver en roze glas. Het middelste gedeelte van het gebouw heeft bij iedere keer dat het gebouw dunner wordt een kleine privé atrium, bekleed met roze glas.